# Anto Adžamić
Anto Adžamić (Kladari Donji, Modriča, 15. svibnja 1942.),  hrvatski novinar, pjesnik i pripovjedač. 
Osnovnu školu pohađao u rodnom mjestu, gimnaziju završio u Gradačcu, Učiteljsku školu u Derventi. Diplomirao na Pedagoškoj akademiji Sveučilišta u Beogradu. Pripovijetke i prozne zapise objavljivao u zagrebačkom Poletu, Posavskom glasniku i drugim listovima. Radio kao novinar u Modriči gdje je bio direktor Radio Modriče i prvi urednik Modričkih novina. Radio i kao dopisnik Radio Sarajeva i Oslobođenja iz Modriče. Dobitnik raznih nagrada i priznanja. Živio u Modriči i Dugom Selu. Prije novinarske karijere, radio kao učitelj u Garevcu i Donjim Riječanima u Bosni i Hercegovini. Nakon rata i novinarske karijere, radio kao učitelj u osnovnoj školi u Potočanima u Bosni i Hercegovini.

## Djela
Pripovijetke, pjesme i prozni zapisi u listovima i časopisima.
Knjiga: Bosanska Posavina - O grlicama i ljudima, 2022.